# Exposição Internacional de 1992
A Exposição Internacional de 1992 foi uma feira mundial realizada na cidade italiana de Genova com o tema Cristóvão Colombo, o Navio e o Mar a fim de celebrar os 500 anos de descobrimento da América pelo navegador genovês; por este motivo também foi chamada de Colombiadi. Teve um total de 694,800 visitantes. A feira aconteceu ao mesmo tempo que a Expo 92 em Sevilha. O logotipo da expo era um "500" com a bandeira de Genova e o mascote era um gato vestido como Colombo chamado de "Gatto Cristoforo".

## Exposição
A exposição aconteceu no Porto Antigo de Genova e acabou redesenhando toda a região, projeto que foi feito por Renzo Piano. O aquário abrigou o pavilhão do mar e o navio "Itália" abrigou o pavilhão navio. Outro local importante foi a "Piazza delle Feste", uma praça coberta, o "Magazzini del Cotone" uma antiga estrutura portuária e que hoje é um centro de conferências, e a "Porta Siberia" uma fortaleza histórica, além do "Palazzina Millo".

## Participantes
Participaram da feira 54 países oficialmente, com uma visitação de 1.7 milhão de pessoas, dos 3 milhões previstos mas esta conta foi revista depois para 800 mil. Acredita-se que a visitação foi bem abaixo do esperado devido a um escândalo o financiamento da feira.
O convidado de honra foi o governador das Bahamas, onde Colombo aportou pela primeira vez nas Américas. As esculturas "Obelisco" de Alessandro Matta e "Golfinho" de  Bruno Elisei foram colocadas no Hall Bahamas, em homenagem a Colombo.
| Países participantes | Países participantes | Países participantes | Países participantes |
| Ásia                 | Ásia                 | Ásia                 | Ásia                 |
| -------------------- | -------------------- | -------------------- | -------------------- |
| China                | Coreia do Sul        | Japão                | Israel               |
| África               |                      |                      |                      |
| Camarões             | Egito                | Marrocos             | Senegal              |
| Tunísia              |                      |                      |                      |
| Europa               |                      |                      |                      |
| Bulgária             | CEI                  | Croácia              | França               |
| Alemanha             | Grécia               | Hungria              | Chéquia              |
| Dinamarca            | França               | Itália               | Malta                |
| Mónaco               | Polónia              | Portugal             | Roménia              |
| Espanha              | Suíça                | Vaticano             |                      |
| Américas             |                      |                      |                      |
| Argentina            | Bahamas              | Bolívia              | Brasil               |
| Chile                | Colômbia             | Costa Rica           | Cuba                 |
| Dominica             | El Salvador          | Equador              | Guatemala            |
| Haiti                | Honduras             | México               | Nicarágua            |
| Panamá               | Paraguai             | Peru                 | Uruguai              |
| Estados Unidos       | Venezuela            |                      |                      |
| Organizações         |                      |                      |                      |
| União Europeia       |                      |                      |                      |
|                      |                      |                      |                      |